# ویکتوریا کلارک
ویکتوریا کلارک (به انگلیسی: Victoria Clark)(زاده ۱۰ اکتبر ۱۹۵۹) بازیگر آمریکایی است.
از فیلم‌های معروف او می‌توان به بازی در فیلم اتفاق و گهواره خواهد جنبید اشاره کرد.